# 直江津郵便局
直江津郵便局（なおえつゆうびんきょく）は新潟県上越市にある郵便局。民営化前の分類では集配普通郵便局であった（現在は集配機能を廃止）。

## 概要
住所：〒942-0001 新潟県上越市中央2-8-14

## 沿革
- 1872年8月4日（明治5年7月1日） - 直江津郵便取扱所として開設[1]。
- 1875年（明治8年）1月1日 - 直江津郵便局（五等）となる。
- 1880年（明治13年）1月16日 - 為替取扱を開始。
- 1881年（明治14年） - 貯金取扱を開始。
- 1889年（明治22年）9月1日 - 直江津郵便電信局となる。
- 1903年（明治36年）4月1日 - 通信官署官制の施行に伴い直江津郵便局となる。
- 1908年（明治41年） - 直江津町内の火災で焼失した旧家の跡地に局舎を新築[2]。
- 1958年（昭和33年）5月1日 - 電話通話および和文電報受付事務の取扱を開始[3]。
- 1959年（昭和34年）9月15日 - 局舎新築落成[2][4]。
- 1986年（昭和61年）3月 - 日本海縦貫線を経由する鉄道郵便輸送（大阪青森線）が廃止[5]。
- 1998年（平成10年）9月1日 - 外国通貨の両替および旅行小切手の売買に関する業務取扱を開始。
- 2005年（平成17年）7月1日 - 大豆簡易郵便局の一時閉鎖[6]に伴い、取扱事務を承継[7]。
- 2007年（平成19年）3月12日 - 名立郵便局および谷浜郵便局からそれぞれ「949-16xx」「949-17xx」区域の集配業務を移管[8]。
- 2007年（平成19年）10月1日 - 民営化に伴い、併設された郵便事業直江津支店に一部業務を移管。
- 2012年（平成24年）10月1日 - 日本郵便株式会社発足に伴い、郵便事業直江津支店を直江津郵便局に統合。
- 2018年（平成30年）5月1日　集配業務を高田郵便局へ移管[9][10]。

## 取扱内容
- 郵便、印紙、ゆうパック、内容証明
- 貯金、為替、振替、振込、国際送金
- 国債、投資信託
- 生命保険、バイク自賠責保険、自動車保険、がん保険、引受条件緩和型医療保険
- ゆうちょ銀行ATM

## 風景印
- 表記は『直江津』
- 図案は『親鸞像』・『直江津港』・『国分寺三重塔』
- 使用開始日は1983年（昭和58年）12月1日

## 周辺
- 上越市役所 北出張所
- 上越市立水族博物館
- 新潟県立直江津高等学校・新潟県立直江津中等教育学校
- 国道350号
- 直江津港
- 関川

## アクセス
- えちごトキめき鉄道、JR信越本線 直江津駅から北へ約900m（徒歩約10分）
- 頸城バス 中央二停留所下車
- 北陸自動車道 上越ICから北へ約4km
- 駐車場あり：12台